# サンヨーテクニカ
株式会社サンヨーテクニカは、東京都世田谷区に本社を置く自動車用品の製造業であった。2013年1月31日をもって解散した。

## 概要
- 商号：株式会社サンヨーテクニカ
- 設立年月：1974年7月
- 本社所在地：東京都世田谷区用賀4丁目5番16号 TEビル 3F
- 代表者：沖島　清（代表取締役社長）
- 資本金：9,000万円
- 売上高：6億円（2005年3月期）
- 従業員数：30名

## 事業所
- 本社・サービス課：東京都世田谷区用賀4丁目5番16号 TEビル 3F
- 物流センター：神奈川県川崎市中原区宮内2丁目29番5号
- 札幌営業所：北海道札幌市白石区本通3丁目北2-9
- 大阪営業所：大阪府箕面市西小路3丁目3番5号
- 福岡営業所：福岡県福岡市南区塩原1丁目28番30号